# Club Santos Laguna
Il Club Santos Laguna, meglio conosciuto come Santos Laguna o più raramente, Santos, è una società calcistica messicana. Rappresenta la Comarca Lagunera composta dalle città di Torreón, Gómez Palacio e Ciudad Lerdo.
Dal 9 dicembre 2010 il Santos Laguna ha una partnership con il club scozzese del Celtic, con il quale condivide il colori sociali; mentre dal 10 gennaio 2013 ne ha una anche con l'Atlético Nacional.

## Storia
È stato fondato nel 1983 con il nome di Santos IMSS, partecipando al campionato di Segunda Division B. Nel 1988/89 raggiunge per la prima volta la massima categoria del calcio messicano, la Primera División de México.
È uno degli otto club che non sono mai retrocessi.
Un sondaggio del 2013 la quotava come la quinta squadra più popolare del Messico. A maggio 2014 era 84º nella classifica CWR (Club World Ranking) dell'IFFHS.
Ha disputato due finali consecutive della CONCACAF Champions League, nel 2011-2012 e nel 2012-2013, perdendo entrambe le volte contro il Monterrey.

## Organico

### Rosa 2024-2025
Aggiornata al 31 dicembre 2024.
| N. |                      | Ruolo | Calciatore        |
| -- | -------------------- | ----- | ----------------- |
| 1  | Messico (bandiera)   | P     | Carlos Acevedo    |
| 2  | Argentina (bandiera) | D     | Bruno Amione      |
| 3  | Messico (bandiera)   | D     | Ismael Govea      |
| 4  | Argentina (bandiera) | D     | Santiago Núñez    |
| 5  | Ecuador (bandiera)   | D     | Félix Torres      |
| 8  | Messico (bandiera)   | C     | Salvador Mariscal |
| 9  | Messico (bandiera)   | C     | Jordán Carrillo   |
| 10 | Uruguay (bandiera)   | A     | Franco Fagúndez   |
| 11 | Honduras (bandiera)  | A     | Choco Lozano      |
| 14 | Spagna (bandiera)    | C     | Fran Villalba     |
| 15 | Messico (bandiera)   | C     | Santiago Naveda   |
| 16 | Messico (bandiera)   | C     | Aldo López        |

| N.  |                      | Ruolo | Calciatore          |
| --- | -------------------- | ----- | ------------------- |
| 17  | Messico (bandiera)   | D     | Emmanuel Echeverría |
| 18  | Perù (bandiera)      | C     | Pedro Aquino        |
| 19  | Messico (bandiera)   | A     | Santiago Muñoz      |
| 20  | Messico (bandiera)   | D     | Hugo Rodríguez      |
| 21  | Messico (bandiera)   | A     | José Juan Macías    |
| 22  | Messico (bandiera)   | C     | Ronaldo Prieto      |
| 24  | Messico (bandiera)   | C     | Diego Medina        |
| 26  | Argentina (bandiera) | C     | Ramiro Sordo        |
| 27  | Messico (bandiera)   | C     | Luis Gutiérrez      |
| 33  | Messico (bandiera)   | A     | Héctor Holguín      |
| 247 | Messico (bandiera)   | A     | Tahiel Jiménez      |

## Palmarès

### Competizioni nazionali
- Campionato messicano: 6

Invierno 1996, Verano 2001, Clausura 2008, Clausura 2012, Clausura 2015, Clausura 2018
- Coppa del Messico: 1

Apertura 2014
- Supercoppe del Messico: 1

2015
- InterLiga: 1

2004
- Copa Independencia: 1

2007

### Altri piazzamenti
- Campionato messicano:

Secondo posto: 1993-1994, Verano 2000, Torneo Bicentenario 2010 (Clausura 2010), Apertura 2010, Apertura 2011, Clausura 2021
- Supercoppa del Messico:

Finalista: 2018
- Coppa Merconorte:

Semifinalista: 2001
- CONCACAF Champions League:

Finalista: 2011-2012, 2012-2013
Semifinalista: 2008-2009, 2015-2016, 2019
- SuperLiga nordamericana:

Semifinalista: 2009
- Leagues Cup:

Semifinalista: 2021